# デニス・マック
デニス・マック（麥子豪、Dennis Mak、1987年5月7日-）は、香港出身の歌手、Sun Boy'zのメンバー。身長180cm、体重63kg、おうし座。エンペラー・エンターテインメント・グループ所属。

## 略歴
2005年、スティーブン・チョンともにアイドル歌手ユニット「Boy'z」（現：Sun Boy'z）のメンバーとしてデビュー（代わって前の元Boy'zメンバーはケニー・クァン）。2006年、ウィリアム・チャン（陳偉霆、William Chan）が加入後にバンド「Sun Boy'z」と改称、但し2008年4月に、ウィリアム・チャンがSun Boy'zを脱退。
2008年12月現在、デニス・マックが芸能界の活動を休止。